# Garaeus cruentatus
Garaeus cruentatus är en fjärilsart som beskrevs av Butler 1886. Garaeus cruentatus ingår i släktet Garaeus och familjen mätare. Inga underarter finns listade i Catalogue of Life.